# Старозагорско македонско благотворително братство
Старозагорското благотворително братство „Иван Гарванов“ е организация на бежанците от областта Македония, установили се в Стара Загора.

## История
На Първия македонски конгрес, провел се в София на 19 – 28 март 1895 година, е основана Македонската организация, която бързо започва да образува клонове в цялата страна. Основано е и дружество в Стара Загора, което участва активно в дейността на Организацията. На Шестия конгрес от 1 до 5 май 1899 година делегат е Александър Чакъров, но е отхвърлен, на Седмия конгрес от 30 юли до 5 август 1900 година делегат е Никола Стоянов и на Осмия конгрес от 4 до 7 април 1901 година делегати са Васил Димчев и Константин Бараков.
След Първата световна война на 3 август 1919 година е възстановено като Македонско бежанско братство, част от Съюза на македонските емигрантски организации.
Делегати от братството на обединителния конгрес на СМЕО и МФРО от януари 1923 година са Димитър Попов, К. Георгиев и Г. К. Танев (Такев).
На 22 ноември 1924 година е избрано ново настоятелство на братството в състав Христо Георгиев (председател), Щерьо Илиев (подпредседател), Богдан Беров (секретар), Иван Майналовски (касиер), а съветници са Н. Киселинчев, С. Серафимов и Христо Трайков. В началото на 1926 година се конституира ново настоятелство в състав Павел Попдимитров (председател), Щерьо Илиев (подпредседател), Данаил Ацев (секретар), Иван Р. Майналовски (касиер), а съветници са Антон Димитров, Ламби Апостолов и Геко Манолов. В контролната комисия влизат Павел Гавраилов, Щерьо Анасов и Нестор Апостолов.
На 14 януари 1936 година 36 бежанци от Македония в града го възстановяват. В управителното тяло влизат Антон Димитров Антонов (председател), Пейчо Димитров Пеев (подпредседател), Михаил Сим. Димитров (секретар), Димитър Христов Делюшев (касиер), Георги Петров Сапунджиев (библиотекар), Щерю Атанасов Захариев и Апостол Иванов Гюзелев са съветници. В контролната комисия са Христо Мицов Пиперов Апостол Стрезов Илиев и Киро Анастасов Симеонов. Антон Димитров, Лазар Василев, Щерю Атанасов, Димитър Делюшев и Миле Симеонов изготвят новия устав на братството, според който е определено Свети Дух да е патронен празник.